# Sukhoi Su-31
Sukhoi Su-31 là một loại máy bay biểu diễn nhào lộn trên không một chỗ được nhiều người ưu thích tại các triển lãm hàng không. Nó là sự phát triển xa hơn của Su-29. Nó có hiệu suất bay gây ấn tượng mạnh, và có những đơn đặt hàng từ Anh, Australia, Mỹ và nơi khác. Cánh mới có 70% là vật liệu composite. Ghế phi công có góc nghiêng 35°, cho phép các phi công lão luyện bay cùng Su-31 với sự chịu đựng gia tốc lên đến +12/-10.
Mẫu đầu tiên bay vào tháng 6-1992. Bắt đầu sản xuất vào năm 1994.

## Các phiên bản
- Su-31T - phiên bản mẫu còn được biết đến với tên gọi Su-31.
- Su-31M - phiên bản có ghế phòng.
- Su-31X - phiên bản xuất khẩu.
- Su-31U - phiên bản có hệ thống bánh có thể rút vào.

## Thông số kỹ thuật

### Đặc điểm riêng
- Phi đoàn: 1
- Chiều dài: 6.90 m
- Sải cánh: 7,80 m
- Chiều cao: 2.76 m
- Diện tích : 11,80 m²
- Trọng lượng rỗng: 670 kg
- Trọng lượng cất cánh: 968 kg
- Trọng lượng cất cánh tối đa: 968 kg
- Động cơ: 1x động cơ pít-tông cánh quạt M-14PF, 300 kW

### Hiệu suất bay
- Vận tốc cực đại: 450 km/h
- Tầm bay: 740–1200 km
- Trần bay: 4000 m
- Vận tốc lên cao: 1.440 m / phút

## Nội dung liên quan

### Máy bay có cùng sự phát triển
- Sukhoi Su-26
- Sukhoi Su-29

### Máy bay có tính năng tương đương
- Yakovlev Yak-50
- Yakovlev Yak-54
- Yakovlev Yak-55
- Extra 300